# Guido Carboni
Guido Carboni (Arezzo, 27 gennaio 1963) è un allenatore di calcio ed ex calciatore italiano, di ruolo attaccante.
Fratello maggiore di Amedeo Carboni, ex giocatore di Sampdoria, Roma, Valencia.
È  proprietario dello Sporting Club Chiassa.

## Carriera

### Giocatore
Attaccante, ha militato solo in squadre di Serie C prevalentemente toscane.
Ha raggiunto il suo record personale di segnature nell'annata 1989-90 col Montevarchi, con 13 reti che non sono sufficienti a evitare la retrocessione dei toscani.
I maggiori successi li ha ottenuti a inizio carriera con l'Arezzo, squadra della sua città, ottenendo nella stagione 1980-1981 la vittoria in Coppa Italia di Serie C e l'annata successiva la promozione in Serie B.

### Allenatore

#### Inizi all'Aglianese e l'approdo a Olbia
Dopo la carriera da calciatore finita nel 1998 con la maglia dell'Aglianese, inizia ad allenare la stessa formazione toscana in Serie D portandola al 7º posto finale.
Nel 1999 si trasferisce in Sardegna per andare ad allenare l'Olbia, in Serie D, sostituendo l'esonerato Damiano Morra. Sotto la sua direzione, i sardi raggiungono il 14º posto in campionato.

#### Il Genoa e le esperienze in serie C
Il 4 ottobre 2000 è chiamato dal presidente Gianni Scerni, alla guida del Genoa, in Serie B, dopo la sesta giornata di campionato, al posto dell'esonerato Bruno Bolchi (Carboni era alla guida della Primavera ligure), in un anno in cui si susseguiranno 6 cambi in panchina con 5 allenatori differenti. Il 5 novembre successivo, dopo la decima giornata, essendo sprovvisto del patentino per allenare in Serie B, è affiancato da Alfredo Magni, che diventa allenatore a tutti gli effetti. Al termine della 25' gara di campionato e con la squadra nelle zone basse di classifica, vengono entrambi esonerati e sostituiti dal richiamato Bruno Bolchi.
L'estate successiva è ingaggiato dal Pisa in Serie C1; esordisce con sconfitta alla prima giornata in casa col Treviso per 0-1, cui ne seguì un'altra la giornata successiva per 1-3 nel derby con l'Arezzo. Conquista quella che sarà per lui l'unica vittoria, alla quarta giornata col Monza per 1-2. Al termine dell'ottava giornata, dopo la sconfitta interna con l'Alzano per 0-1 (sesta in 8 gare) e con la squadra nelle zone basse di classifica, è esonerato e sostituito da Corrado Benedetti. Al Pisa, ha ottenuto 1 vittoria, 1 pari, 6 sconfitte in 8 gare.
Nel 2002 torna a Olbia con 15º posto in Serie C2.
Nel 2004, con la Viterbese sfiorò la promozione in Serie C1 arrivando 3º, e perdendo la finale dei playoff.

#### Bari e altre esperienze in Serie B
Dal 2004 al 2006, siede sulla panchina del Bari, conquistando due salvezze consecutive nel torneo cadetto con un 13º e un 12º posto.
Nel 2007, alla 4ª giornata subentra sulla panchina del Crotone ma non riesce a migliorare la 21º posizione con retrocessione diretta in Serie C1.
Nella stagione 2007/08 allena l'Avellino (serie B) al posto del dimissionario Maurizio Sarri. L'avventura termina a campionato in corso dopo 7 sconfitte consecutive, esonerato e sostituito da Alessandro Calori.
Dopo l'esonero di Elvio Selighini, il 27 aprile 2009, diventa allenatore del Rimini, esperienza terminata con retrocessione in Lega Pro dopo i play-out con l'Ancona.
Il 25 aprile 2010, dopo la trentasettesima giornata del campionato di serie B, subentra al posto dell'esonerato Francesco Moriero alla guida del Frosinone conducendolo alla salvezza. Confermato sulla panchina frusinate nella stagione seguente, l'8 gennaio 2011, all'indomani della sconfitta del Frosinone col Livorno per 0-2 e del penultimo posto in classifica, è esonerato.
Il 20 novembre successivo è assunto dall'Empoli, in Serie B, sostituendo Giuseppe Pillon. Il 12 gennaio 2012 è esonerato con la squadra al terz'ultimo posto in classifica.

#### Ritorno in C con Benevento, Siena, Juve Stabia e Olbia
Il 17 gennaio 2013 sostituisce l'esonerato Guido Ugolotti al Benevento, in Lega Pro Prima Divisione girone B; il 20 gennaio 2014 è esonerato dopo la sconfitta col Lecce 2-0. Col Benevento ha ottenuto in 15 gare esterne una sola vittoria.
Il 2 dicembre 2015 diventa allenatore della Robur Siena, sostituendo il dimissionario Gianluca Atzori. Termina il campionato al sesto posto del girone e non viene confermato.
Il 14 marzo 2017 viene scelto come nuovo tecnico della Juve Stabia, al posto dell'esonerato Gaetano Fontana per le ultime otto giornate..Non riesce a migliorare il quarto posto del girone e perde agli ottavi di finale dei play-off promozione.
Il 14 novembre 2018 torna per la terza volta all'Olbia in Serie C, dove subentra all'esonerato Michele Filippi.
La sua terza esperienza sarda dura fino al 7 gennaio 2019 quando viene esonerato.

## Statistiche

### Statistiche da allenatore
Statistiche aggiornate al 22 maggio 2019.
| Stagione         | Squadra          | Campionato       | Campionato | Campionato | Campionato | Campionato | Coppe nazionali | Coppe nazionali | Coppe nazionali | Coppe nazionali | Coppe nazionali | Coppe continentali | Coppe continentali | Coppe continentali | Coppe continentali | Coppe continentali | Altre coppe | Altre coppe | Altre coppe | Altre coppe | Altre coppe | Totale | Totale | Totale | Totale | % Vittorie |
| Stagione         | Squadra          | Comp             | G          | V          | N          | P          | Comp            | G               | V               | N               | P               | Comp               | G                  | V                  | N                  | P                  | Comp        | G           | V           | N           | P           | G      | V      | N      | P      | %          |
| ---------------- | ---------------- | ---------------- | ---------- | ---------- | ---------- | ---------- | --------------- | --------------- | --------------- | --------------- | --------------- | ------------------ | ------------------ | ------------------ | ------------------ | ------------------ | ----------- | ----------- | ----------- | ----------- | ----------- | ------ | ------ | ------ | ------ | ---------- |
| 1998-1999        | Aglianese        | D                | 34         | 14         | 9          | 11         | -               | -               | -               | -               | -               | -                  | -                  | -                  | -                  | -                  | -           | -           | -           | -           | -           | 34     | 14     | 9      | 11     | 41,18      |
| 1999-2000        | Olbia            | D                | 34         | 11         | 8          | 15         | CI-D            | 4               | 1               | 2               | 1               | -                  | -                  | -                  | -                  | -                  | -           | -           | -           | -           | -           | 38     | 12     | 10     | 16     | 31,58      |
| 2000-2001        | Genoa            | B                | 15         | 4          | 5          | 6          | CI              | -               | -               | -               | -               | -                  | -                  | -                  | -                  | -                  | -           | -           | -           | -           | -           | 15     | 4      | 5      | 6      | 26,67      |
| 2001-2002        | Pisa             | C1               | 8          | 1          | 1          | 6          | CI-C            | 4               | 2               | 2               | 0               | -                  | -                  | -                  | -                  | -                  | -           | -           | -           | -           | -           | 12     | 3      | 3      | 6      | 25,00      |
| 2002-2003        | Olbia            | C2               | 34+2       | 10+2       | 9          | 15         | CI-C            | 4               | 0               | 1               | 3               | -                  | -                  | -                  | -                  | -                  | -           | -           | -           | -           | -           | 40     | 12     | 10     | 18     | 30,00      |
| 2003-2004        | Viterbese        | C1               | 34+4       | 16+2       | 13+1       | 5+1        | CI-C            | 4               | 0               | 2               | 2               | -                  | -                  | -                  | -                  | -                  | -           | -           | -           | -           | -           | 42     | 18     | 16     | 9      | 42,86      |
| 2004-2005        | Bari             | B                | 42         | 13         | 17         | 12         | CI              | 3               | 1               | 0               | 2               | -                  | -                  | -                  | -                  | -                  | -           | -           | -           | -           | -           | 45     | 14     | 17     | 14     | 31,11      |
| 2005-2006        | Bari             | B                | 42         | 11         | 18         | 13         | CI              | 5               | 2               | 2               | 1               | -                  | -                  | -                  | -                  | -                  | -           | -           | -           | -           | -           | 47     | 13     | 20     | 14     | 27,66      |
| Totale Frosinone | Totale Frosinone | Totale Frosinone | 84         | 24         | 35         | 25         |                 | 8               | 3               | 2               | 3               |                    | -                  | -                  | -                  | -                  |             | -           | -           | -           | -           | 92     | 27     | 37     | 28     | 29,35      |
| 2006-2007        | Crotone          | B                | 20         | 4          | 1          | 15         | CI              | -               | -               | -               | -               | -                  | -                  | -                  | -                  | -                  | -           | -           | -           | -           | -           | 20     | 4      | 1      | 15     | 20,00      |
| 2007-2008        | Avellino         | B                | 29         | 5          | 7          | 17         | CI              | -               | -               | -               | -               | -                  | -                  | -                  | -                  | -                  | -           | -           | -           | -           | -           | 29     | 5      | 7      | 17     | 17,24      |
| 2008-2009        | Rimini           | B                | 5+2        | 2          | 1+1        | 2+1        | CI              | -               | -               | -               | -               | -                  | -                  | -                  | -                  | -                  | -           | -           | -           | -           | -           | 7      | 2      | 2      | 3      | 28,57      |
| 2009-2010        | Frosinone        | B                | 5          | 3          | 1          | 1          | CI              | -               | -               | -               | -               | -                  | -                  | -                  | -                  | -                  | -           | -           | -           | -           | -           | 5      | 3      | 1      | 1      | 60,00      |
| 2010-2011        | Frosinone        | B                | 21         | 4          | 7          | 10         | CI              | 2               | 1               | 0               | 1               | -                  | -                  | -                  | -                  | -                  | -           | -           | -           | -           | -           | 23     | 5      | 7      | 11     | 21,74      |
| Totale Frosinone | Totale Frosinone | Totale Frosinone | 26         | 7          | 8          | 11         |                 | 2               | 1               | 0               | 1               |                    | -                  | -                  | -                  | -                  |             | -           | -           | -           | -           | 28     | 8      | 8      | 12     | 28,57      |
| 2011-2012        | Empoli           | B                | 11         | 2          | 2          | 7          | CI              | -               | -               | -               | -               | -                  | -                  | -                  | -                  | -                  | -           | -           | -           | -           | -           | 11     | 2      | 2      | 7      | 18,18      |
| 2012-2013        | Benevento        | 1D               | 13         | 5          | 6          | 2          | CI+CI-LP        | 0+0             | 0+0             | 0+0             | 0+0             | -                  | -                  | -                  | -                  | -                  | -           | -           | -           | -           | -           | 13     | 5      | 6      | 2      | 38,46      |
| 2013-2014        | Benevento        | 1D               | 20         | 7          | 8          | 5          | CI+CI-LP        | 3+2             | 2+0             | 0+1             | 1+1             | -                  | -                  | -                  | -                  | -                  | -           | -           | -           | -           | -           | 25     | 9      | 9      | 7      | 36,00      |
| Totale Benevento | Totale Benevento | Totale Benevento | 33         | 12         | 14         | 7          |                 | 5               | 2               | 1               | 2               |                    | -                  | -                  | -                  | -                  |             | -           | -           | -           | -           | 38     | 14     | 15     | 9      | 36,84      |
| 2015-2016        | Siena            | LP               | 21         | 8          | 5          | 8          | CI-LP           | 4               | 3               | 0               | 1               | -                  | -                  | -                  | -                  | -                  | -           | -           | -           | -           | -           | 25     | 11     | 5      | 9      | 44,00      |
| 2016-2017        | Juve Stabia      | LP               | 9+3        | 4          | 3+2        | 2+1        | CI+CI-LP        | 0+0             | 0+0             | 0+0             | 0+0             | -                  | -                  | -                  | -                  | -                  | -           | -           | -           | -           | -           | 12     | 4      | 5      | 3      | 33,33      |
| 2018-2019        | Olbia            | C                | 8          | 0          | 5          | 3          | CI-C            | -               | -               | -               | -               | -                  | -                  | -                  | -                  | -                  | -           | -           | -           | -           | -           | 8      | 0      | 5      | 3      | &0,00      |
| Totale Olbia     | Totale Olbia     | Totale Olbia     | 78         | 23         | 22         | 33         |                 | 8               | 1               | 3               | 4               |                    | -                  | -                  | -                  | -                  |             | -           | -           | -           | -           | 86     | 24     | 25     | 37     | 27,91      |
| Totale carriera  | Totale carriera  | Totale carriera  | 416        | 128        | 130        | 158        |                 | 35              | 12              | 10              | 13              |                    | -                  | -                  | -                  | -                  |             | -           | -           | -           | -           | 451    | 140    | 140    | 171    | 31,04      |

## Palmarès

### Giocatore

#### Competizioni nazionali
- Coppa Italia Semiprofessionisti: 1

Arezzo: 1980-1981
- Campionato italiano Serie C1: 1

Arezzo: 1981-1982

### Allenatore

#### Competizioni nazionali
- Scudetto Dilettanti: 1

Olbia: 2001-2002